# Sempervivum nixonii
Sempervivum nixonii är en fetbladsväxtart som beskrevs av Zonneveld. Sempervivum nixonii ingår i släktet taklökar, och familjen fetbladsväxter. Inga underarter finns listade i Catalogue of Life.